# Kalanchoe blossfeldiana
Kalanchoe blossfeldiana (Poelln., 1934) è una pianta succulenta appartenente alla famiglia delle Crassulaceae, endemica del Madagascar.
È la prima specie del genere Kalanchoe giunta in Italia, e prende il nome dal tedesco Blossfeld che la introdusse agli inizi del 1932.

## Descrizione
Non supera i 35 cm di altezza.
Produce molte foglie tondeggianti e richiede una coltivazione lontana dal sole diretto. Ne esistono innumerevoli ibridi dalle caratteristiche molto varie, che possono crescere molto più della pianta originale e che producono fiori di svariate sfumature.